# Nur

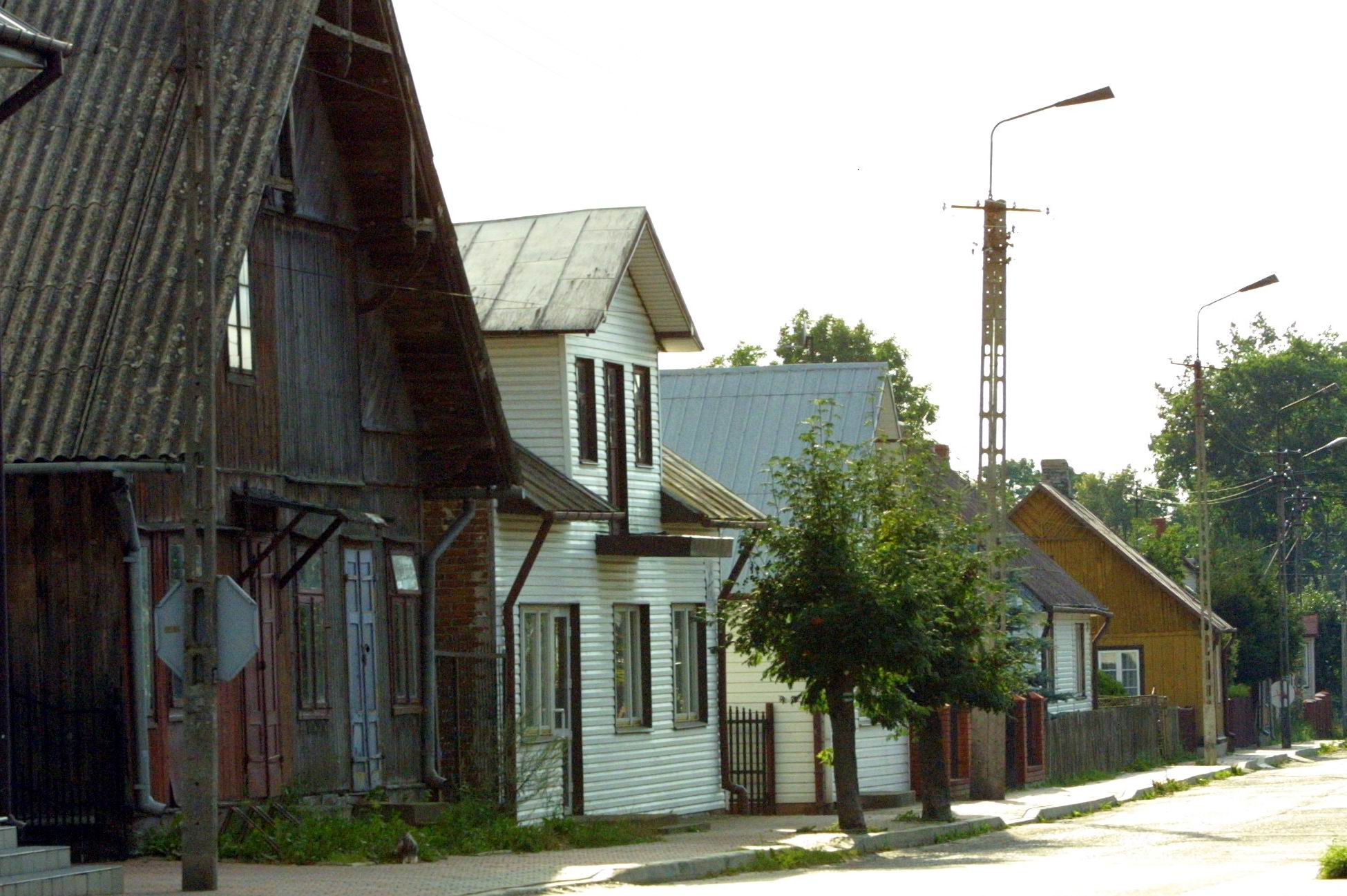
Drewniana zabudowa

Nur – wieś sołecka w Polsce położona w województwie mazowieckim, w powiecie ostrowskim, w gminie Nur.
Nur leży na prawym brzegu Bugu. Siedziba gminy Nur. Dawniej miasto; uzyskał lokację miejską przed 1425 rokiem, zdegradowany w 1870 roku.
Miasto królewskie Korony Królestwa Polskiego, w drugiej połowie XVI wieku położone było w powiecie nurskim ziemi nurskiej województwa mazowieckiego. Miejsce obrad sejmików ziemskich ziemi nurskiej od XVI wieku do pierwszej połowy XVIII wieku.
Miejscowość jest siedzibą parafii rzymskokatolickiej św. Jana Apostoła, należącej do metropolii białostockiej, diecezji łomżyńskiej, dekanatu Czyżew. Nieopodal kościoła znajduje się cmentarz parafialny.
| SIMC    | Nazwa             | Rodzaj    |
| ------- | ----------------- | --------- |
| 0402780 | Kolonia Wschodnia | część wsi |
| 0402796 | Kolonie Zachodnie | część wsi |

## Historia
Nazwa Nur określała pierwotnie teren mokry, wilgotny.

### Czasy prehistoryczne
Na terenie miejscowości odkryto ślady cmentarzysk i osad z czasów prehistorycznych. Najstarsze osadnictwo prawdopodobnie pojawiło się tu w schyłkowym okresie paleolitu. Z epoki neolitu pochodzą liczne znaleziska z kręgu kultury niemeńskiej. Odnaleziono również ślady osadnictwa z epoki brązu i okresu rzymskiego między I w. p.n.e. i II-III w. n.e. W Nurze odkryto cmentarzysko z kręgu kultury wielbarskiej.

### Wiek XII-XVI
We wczesnym średniowieczu istniała tu osada targowa. Handlowano: zbożem, drewnem, skórami, woskiem i miodem.
Przypuszcza się, że pierwsza parafia powstała tu zapewne w XII-XIII wieku.
Miasto Nur lokowane w roku 1425 lub w 1410. W 1434 potwierdzenie praw miejskich, kolejne w 1764. Podczas lokacji na prawie niemieckim ustanowiono urząd wójta, któremu nadano 4 łany ziemi. Wybudowano łaźnie. Władzę sprawowała rada miejska: wójt i rajcy miejscy. Mieszczanie otrzymali prawo użytkowania 50 włók ziemi ornej, a także łąk i pastwisk. Mieszkańcy utrzymywali się głównie z handlu, uprawy ziemi, sukiennictwa, funkcjonowały postrzygalnie sukna oraz folusze.
Po wymarciu dynastii Piastów mazowieckich miasto w 1526 r. włączono do Korony. W województwie mazowieckim wydzielono Ziemię nurską, składającą się z trzech powiatów kamienieckiego, ostrowskiego i nurskiego. W Nurze urzędował starosta (początkowo starostowie warszawscy byli jednocześnie starostami nurskimi), siedzibę miał urząd grodzki i sąd ziemski dla trzech powiatów Ziemi nurskiej. Odbywały się tu także sejmiki Ziemi nurskiej. Od 1545 roku Nur wchodził w skład „oprawy” królowej Bony Sforzy.
Lustracja dóbr królewskich z 1564 r. wykazała: 

…Jest w tym mieście włók wszystkich 50, między któremi jest włók wójtowskich 5, plebańskich włók 3, włók wolnych 3 (...), morgów 22, na których sobie mieszczanie poczynili ogrody, płacą z każdego morgu po dwudziestu po dwa grosze (...). Mieszczanie nurscy mają łąki w lesie zwanym Kolowe wolne, z których nic nie płacą (....) mają też i drugie łąki, które zowią Strzembolowo, tamże mają i paszą (....), jest domów wszystkich 263, z których za jekiemeś dawnym zwyczajem, a nie prawem, żadnego czynszu nie płacą, jako w inszych mieściach. Jakże też i rzemieślnicy od rzemiosł nic nie płacą, na co żadnego prawa ani wolności nie okazali. (....). Jest przy tym mieście rzeźników miejskich 9, którzy wedle starodawnego zwyczaju płacą do dworu (....). W tym mieście Nurze bywają 4 jarmarki do roku wywołane, pierwszy na Białą Niedzielę, drugi na ś. Trójcę, trzeci na ś. Dominik, a czwarty na Jedenaście Tysiąc Dziewic, dzień targowy wtorek. Płacą cła ziemnego od wołów ruskich po groszu 1, targowego po półgroszku, od wozów i od koni płącą per gr 1. Jest przy tym mieście cło wodne, które od tylko od pojazdy i drygawek wybierają, tak na szkutach, na tratwach, na komięgach (....).

W mieście działał cech piwowarów. Pleban posiadał prawo mielenia zboża i postawienia młyna kędy by jeno chciał. Wójt, Maciej Chądzyński był właścicielem 5 włók ziemi i młyna. Na Bugu znajdowało się 8 młynów łodnych, dwa młyny zbudowano na rzece Suszolcze, a jeden na Nurcu, na polu z ziemiami wójtowskimi (...)

W folwarku o powierzchni 4 włók prowadzono przede wszystkim produkcję roślinną. 

W tym folwarku nimasz żadnego bydła królewskiego, jedno pana starościn. Łąk przy tym folwarki niewiele, ledwo bywa siana brogów 2, które się rozejdą po dworze, nimasz co sprzedawać

.

#### Znaczenie handlu rzecznego w rozwoju grodu
W 1568 roku król Zygmunt August wydał miastu przywilej zwalniający je z ceł na towary spławiane do Gdańska.
Dzięki korzystnemu położeniu Nur stał się znaczącym ośrodkiem handlu zbożem, które ówcześnie wysyłano przez Gdańsk do Europy zachodniej.

### Wiek XVII
W grudniu 1640 roku król Władysław IV zawiadomił szlachtę nurską o przeniesieniu obrad sejmikowych do Ostrowi jednak konstytucja sejmowa z 1647 roku przywróciła tedy znowu wszystkie sejmiki elekcyjne i zjazdy publiczne z Ostrowi do Nura.
W 1648 r. miasto i szlachta z Ziemi nurskiej wystawili na wojny kozackie oddział złożony z 100 jeźdźców oraz zobowiązali się do pospolitego ruszenia.
II wojna północna przyniosła miastu dotkliwe straty. Lustracja dóbr królewskich z roku 1660 informuje: 

…Na ten czas nie znajduje się włók osiadłych, tylko nro 1 1/2, inne puste leżą i miasto funditus spalone przez nieprzyjaciel. Folwark upadł całkowicie

. Zniszczono kościół, który został odbudowany dopiero w roku 1693.
W 1678 roku cztery włóki ziemi, zwane zarębskie, należące do Jerzego Ossolińskiego, zostały wyłączone z terenów miejskich.

### Wiek XVIII
W XVIII w. powstały kolejne jurydyki należące do rodów: Lanckorońskich, Ossolińskich, Kuczyńskich, Wodzyńskich, Siennickich, Zalewskich. Dział ziemi posiadał też proboszcz.
Na początku XVIII wieku w mieście zamieszkała nieliczna społeczność żydowska.
W 1775 roku sądy ziemskie przeniesiono do Ostrowi Mazowieckiej. W roku 1777 w miejscowości 63 domy.
Dnia 19 IV 1794 roku ziemianie nurscy zgłosili akces do insurekcji kościuszkowskiej. Pod aktem podpisał się Karol Wodzyński, ostatni starosta nurski. Po upadku powstania Rosjanie ustanowili zarządcę miasta, Markowicza.

### Rozbiory i wiek XIX
Po III rozbiorze Nur miastem rządowym w obwodzie ostrołęckim i departamencie płockim. W 1797 r. w miejscowości 72 domy i 432 mieszkańców. Nur włączono do powiatu ostrołęckiego i departamentu płockiego. W 1807 roku w mieście mieszkało 10 Żydów i 597 chrześcijan. W 1808 roku burmistrzem Nura został Jacenty Budziszewski. W 1810 roku liczbę mieszkańców oszacowano na 435 osób. Natomiast w 1819 roku burmistrzem i jednocześnie dzierżawcą majątku Zarębszczyzna był Franciszek Rudolph. W 1817 roku: 

miasteczko jak uboga wieś wyglądało. Tylko bruki daleko na polach odkrywane i place na role zajęte wskazywały ślady, jak było niegdyś obszerne

. W 1827 roku Nur liczył 75 domów i 514 mieszkańców.
17 maja 1831 roku, w czasie wyprawy przeciwko gwardii carskiej, generał Tomasz Andrzej Łubieński na czele 10 tysięcy żołnierzy stoczył w pobliżu Nura bitwę.
Część korpusu generała Tomasza Łubieńskiego (4 baony, 6 szwadronów, 10 dział) opuszczająca zajęte podczas „wyprawy na gwardię” miasteczko (powiat ostrołęcki) została zaskoczona w marszu przez straż przednią sił feldmarszałka Iwana Dybicza (24 szwadrony, 6 dział) dowodzoną przez generała Fiodora Berga.
W 1853 r. z powodu złego stanu technicznego rozebrano kościół, a zbudowano drewnianą kaplicę ze słomianym dachem. Według danych z roku 1860 w Nurze mieszkało 813 osób, w tym 299 Żydów. W miasteczku znajdowało się 80 drewnianych budynków, dwa wiatraki, magistrat, szkoła elementarna i stacja pocztowa. Odbywały się trzy jarmarki rocznie.
W powstaniu styczniowym wzięli udział: Kajetan Topaczewski, Maciej Mościcki, Tomasz Zdrojewski, Leon Piotrowski, Wacław Topaczewsk. Po upadku powstania Nur został włączony do powiatu ostrowskiego w guberni łomżyńskiej.
W 1869 roku Nur stracił prawa miejskie, stając się osadą miejską. Słownik geograficzny Królestwa Polskiego z 1886 roku informuje: …Rzeka Bug odgranicza osadę od guberni siedleckiej. Nur posiada obecnie kościół parafialny drewniany, szkołę początkową, stację pocztową, 100 domów i do 1200 mieszkańców.

### Wiek XX
W roku 1902: w osadzie domów 116 (…) ludności 1300 (...) handel upadł, rzemiosło nędzne, domy drewniane (....) istnieje szkoła początkowa, urząd gminny, cztery sklepy i apteka. Poczta w Ciechanowcu. Jarmarków pięć.
W latach 1905–1906 w Nurze i okolicznych wsiach, z inicjatywy S. Kosakajtisa – miejscowego nauczyciela, księdza Jana Konckiego oraz mieszkańców Nura: Jan Terlikowskiego i Leona Piotrowskiego zorganizowano wiele spotkań patriotycznych, kolportowano ulotki, żądano nauczania w języku polskim.
Według danych z roku 1909 w osadzie mieszkało 1431 stałych mieszkańców i kilkudziesięciu czasowych. Prawie 400 osób to Żydzi.
Po wybuchu I wojny światowej wojska rosyjskie zostały wyparte przez niemieckie, w dniu 12 sierpnia 1915 r. Ta okupacja trwała do listopada 1918 r. Wtedy to członkowie Polskiej Organizacji Wojskowej oraz ochotnicy rozpoczęli rozbrajanie Niemców. W akcji tej wzięli udział: Jan Kaniuk, Stanisław Kopczewski, Franciszek Kamiński, Jan Terlikowski, Stanisław Terlikowski oraz Ignacy Piotrowski.
W okresie międzywojennym Nur był lokalnym centrum usługowo-handlowym, siedzibą urzędu gminy. Spis powszechny z 1921 roku informuje o 218 domach i 2 innych budynkach mieszkalnych. W osadzie 1363 mieszkańców: 702 kobiety i 661 mężczyzn (963 osoby podały wiarę katolicką, 400 mojżeszową), 135 osób określiło swoją narodowość jako żydowską.
Księga Adresowa Polski z 1929 r. wymienia:
- bednarstwem zajmował się J. Kowalski
- zakłady ciesielskie prowadzili: S. Bujalski, S. Dąbrowski, T. Dąbrowski, E. Ser i S. Wikt
- garbarnię posiadał L. Trzeciński
- kowalami byli: H. Ser, W. Ser i S. Wawrzonek
- zakłady krawieckie prowadzili: A. Ser i J. Śpiewak
- kuśnierzem był L. Trzciński
- murarstwem trudnił się K. Różycki
- olejarnię prowadził P. Pasternak
- rzeźnikami byli: M. Bas, A. Grosman, W. Sobol
- zakłady stolarskie należały do: E. Szulca i S. Wilka
- szewcami byli: A. Gerfinkel, S. Jakubowski i I. Mankuta
- sklepy bławatne należały do: R. Kaliny, A. Majnowicza, C. Murawskiego i R. Orlińskiego
- sklepy z artykułami kolonialnymi prowadzili: K. Białystok, F.Malinowicz, S. Pasternak, G. Piętka, G. Radzymińska i G. Radzyńska
- handlem końmi trudnił się M. Kreplak
- zakład ogrodniczy należał do Władysława Łapińskiego
- piekarstwem trudnili się: J. Danenberg, E. Langlejb i C. Ożarowicz
- właścicielem piwiarni był Sz. Pasternak
- sklep z wędlinami należał do A. Grosmana
- zajazd prowadził B. Myślibowski
- działała kooperatywa o nazwie Nadzieja
- aptekę prowadził I. Herniczek
- akuszerstwem trudniła się S. Sidor

Nur był osadą miejską w powiecie ostrowskim z pocztą i urzędem gminnym. Targi odbywały się w środę. Komendantem ochotniczej straży pożarnej był Czesław Murawski.
Szkoła mieściła się w trzech lokalach wynajętych i jednym własnym. W osadzie działały: trzy straże pożarne, oddział Strzelca, Kasa Stefczyka, Stowarzyszenie Młodzieży Żeńskiej.
Radę Gminną tworzyli: Władysław Godlewski, Ksawery Pędzich, Bolesław Jaźwiński, Antoni Tupaczewski, Aleksander Ołowski, Stanisław Tymiński, Jan Krysiński, Jan Murawski, Stanisław Korycki, Stanisław Szcześniak, Józef Szuligowski i Stanisław Wojtkowski. Pełniącym obowiązki wójta gminy, od grudnia 1930 r., był Stanisław Tryniszewski. Sekretarzem do października 1929 – Edward Sienkiewicz, zastępcą sekretarza Julian Dębkowski”.
W latach 1954–1972 wieś należała i była siedzibą władz gromady Nur. W latach 1975–1998 miejscowość administracyjnie należała do województwa łomżyńskiego.

## Demografia
Wykres liczby ludności Nura od 1797 roku:
Źródła:.

## Transport
W Nurze znajduje się rondo  krajowej nr 63 z drogą wojewódzką nr 694.

## Zabytki
- cmentarz parafialny
  - grób rodzinny Nieczykowskich z 1870 r. (istnieje możliwość zlokalizowania grobu za pomocą wyszukiwarki osób zmarłych, pochowanych na cmentarzu[12]. )
- Cmentarz żydowski w Nurze
- Plebania drewniana z 1929 r.
- Układ przestrzenny miasta pochodzący z 1 poł. XV w. z dwiema strefami ochrony konserwatorskiej w granicach ulic Podsadniej, Kościelnej, Brokowskiej, Drohiczyńskiej